# Montemurlo
Montemurlo – miejscowość i gmina we Włoszech, w regionie Toskania, w prowincji Prato.
Według danych na rok 2004 gminę zamieszkiwało 17 500 osób, 583,3 os./km².